# UCI Àsia Tour 2005-2006
L'UCI Àsia Tour 2005-2006 fou la segona edició de l'UCI Àsia Tour, un dels cinc circuits continentals de ciclisme de la Unió Ciclista Internacional. Estava formada per 27 proves, organitzades entre el 28 de setembre de 2005 i el 16 de setembre de 2006 a Àsia. L'edició va ser guanyada per l'iraní Ghader Mizbani, vencedor del Kerman Tour, el Tour de l'Azerbaidjan i el Tour de Java oriental. L'equip Giant Asia Racing Team s'imposà en la classificació per equips per segon any consecutiu. Cal destacar que el Milad De Nour Tour, el Tour de Taiwan i els Campionats d'Àsia comptaren amb dues edicions.

## Evolució del calendari

### Setembre 2005
| Data | Cursa              | País | Cat. | Vencedor     | Equip                  |
| ---- | ------------------ | ---- | ---- | ------------ | ---------------------- |
| 28-4 | Milad De Nour Tour | Iran | 2.2  | David McCann | Giant Asia Racing Team |

### Octubre 2005
| Data | Cursa          | País                 | Cat. | Vencedor       | Equip                  |
| ---- | -------------- | -------------------- | ---- | -------------- | ---------------------- |
| 23   | Japan Cup      | Japó                 | 1.1  | Damiano Cunego | Lampre-Caffita         |
| 29-3 | Tour de Taiwan | República de la Xina | 2.2  | Ahad Kazemi    | Giant Asia Racing Team |

### Novembre 2005
| Data | Cursa          | País | Cat. | Vencedor         | Equip              |
| ---- | -------------- | ---- | ---- | ---------------- | ------------------ |
| 13   | Tour d'Okinawa | Japó | 1.2  | Yasutaka Tashiro | Bridgestone Anchor |

### Desembre 2005
| Data  | Cursa                               | País      | Cat. | Vencedor       | Equip         |
| ----- | ----------------------------------- | --------- | ---- | -------------- | ------------- |
| 11    | Campionats d'Àsia en contrarellotge | Índia     | CC   | Youm Jung-Hwan | Corea del Sud |
| 13    | Campionats d'Àsia en ruta           | Índia     | CC   | Joo Hyun-Wook  | Corea del Sud |
| 25-31 | Tour del Mar de la Xina Meridional  | Hong Kong | 2.2  | Kin San Wu     | Purapharm     |

### Gener
| Data  | Cursa              | País      | Cat. | Vencedor     | Equip      |
| ----- | ------------------ | --------- | ---- | ------------ | ---------- |
| 15-21 | Tour de Siam       | Tailàndia | 2.2  | Thomas Rabou | Marco Polo |
| 24-29 | Tour de Tailàndia  | Tailàndia | 2.2  | Fuyu Li      | Marco Polo |
| 27    | Gran Premi de Doha | Qatar     | 1.1  | Tom Boonen   | Quick Step |
| 30-3  | Tour de Qatar      | Qatar     | 2.1  | Tom Boonen   | Quick Step |

### Febrer
| Data | Cursa            | País     | Cat. | Vencedor     | Equip      |
| ---- | ---------------- | -------- | ---- | ------------ | ---------- |
| 3-12 | Tour de Langkawi | Malàisia | 2.HC | David George | Barloworld |

### Març
| Data | Cursa          | País      | Cat. | Vencedor   | Equip             |
| ---- | -------------- | --------- | ---- | ---------- | ----------------- |
| 5-11 | Tour de Taiwan | Tailàndia | 2.2  | Kirk O'Bee | Health Net-Maxxis |

### Abril
| Data  | Cursa                    | País            | Cat. | Vencedor         | Equip                  |
| ----- | ------------------------ | --------------- | ---- | ---------------- | ---------------------- |
| 15-19 | Tour de Chongming Island | R.P. de la Xina | 2.2  | Robert McLachlan | Drapac Porsche         |
| 15-20 | Kerman Tour              | Iran            | 2.2  | Ghader Mizbani   | Giant Asia Racing Team |

### Maig
| Data  | Cursa                      | País          | Cat. | Vencedor       | Equip                  |
| ----- | -------------------------- | ------------- | ---- | -------------- | ---------------------- |
| 3-7   | Tour de Hong Kong Shanghai | Hong Kong     | 2.2  | Geert Steurs   | Pictoflex Bikeland     |
| 4-10  | Tour de Corea              | Corea del Sud | 2.2  | Tobias Erler   | Giant Asia Racing Team |
| 14-21 | Volta al Japó              | Japó          | 2.2  | Volodymyr Duma | Universal Caffè        |
| 22-29 | Tour de l'Azerbaidjan      | Iran          | 2.2  | Ghader Mizbani | Giant Asia Racing Team |

### Juliol
| Data  | Cursa                 | País            | Cat. | Vencedor           | Equip                  |
| ----- | --------------------- | --------------- | ---- | ------------------ | ---------------------- |
| 5-9   | Tour de Java oriental | Indonèsia       | 2.2  | Ghader Mizbani     | Giant Asia Racing Team |
| 15-23 | Volta al llac Qinghai | R.P. de la Xina | 2.HC | Maarten Tjallingii | Skil-Shimano           |

### Agost
| Data  | Cursa              | País      | Cat. | Vencedor               | Equip                  |
| ----- | ------------------ | --------- | ---- | ---------------------- | ---------------------- |
| 14-20 | Milad De Nour Tour | Iran      | 2.2  | Ghader Mizbani Iranagh | Giant Asia Racing Team |
| 27-4  | Volta a Indonèsia  | Indonèsia | 2.2  | David McCann           | Giant Asia Racing Team |

### Setembre
| Data  | Cursa                                          | País     | Cat. | Vencedor                                                     | Equip             |
| ----- | ---------------------------------------------- | -------- | ---- | ------------------------------------------------------------ | ----------------- |
| 13    | Campionats d'Àsia en contrarellotge per equips | Malàisia | CC   | Kim Dong-Hun · Lee Won-Jae · Park Sung-baek · Youm Jung-Hwan | Corea del Sud     |
| 13-18 | Volta a Hokkaidō                               | Japó     | 2.2  | Taiji Nishitani                                              | Aisan Racing Team |
| 14    | Campionats d'Àsia en contrarellotge            | Malàisia | CC   | Andrei Mizúrov                                               | Kazakhstan        |
| 16    | Campionats d'Àsia en ruta                      | Malàisia | CC   | Mahdi Sohrabi                                                | Iran              |

## Classificacions
En aquesta segona edició de l'UCI Àsia Tour es van establir tres classificacions diferents: individual, per equips i per països.
| Pos. | Ciclista                 | Equip                  | Punts  |
| ---- | ------------------------ | ---------------------- | ------ |
| 1.   | Ghader Mizbani (IRI)     | Giant Asia Racing Team | 434,32 |
| 2.   | Hossein Askari (IRI)     | Giant Asia Racing Team | 386,32 |
| 3.   | Ahad Kazemi (IRI)        | -                      | 259,32 |
| 4.   | David McCann (IRL)       | Giant Asia Racing Team | 228    |
| 5.   | Maarten Tjallingii (NED) | Skil-Shimano           | 189    |
| 6.   | Omar Hasanein (SYR)      | -                      | 188,66 |
| 7.   | David George (RSA)       | Relax-GAM              | 178    |
| 8.   | Tobias Erler (GER)       | Giant Asia Racing Team | 167    |
| 8.   | Mehdi Sohrabi (IRI)      | -                      | 167    |
| 10.  | Robert McLachlan (AUS)   | Drapac-Porsche         | 162    |

| Pos. | Equip                      | País            | Punts   |
| ---- | -------------------------- | --------------- | ------- |
| 1.   | Giant Asia Racing Team     | Xina Taipei     | 1379,64 |
| 2.   | Skil-Shimano               | Països Baixos   | 397     |
| 3.   | Relax-GAM                  | Espanya         | 375     |
| 4.   | Marco Polo                 | R.P. de la Xina | 371     |
| 5.   | Cycle Racing Team Vang     | Japó            | 308     |
| 6.   | Cycling Team Capec         | Kazakhstan      | 222     |
| 7.   | Drapac-Porsche             | Austràlia       | 210     |
| 8.   | Purapharm                  | Hong Kong       | 179     |
| 9.   | Selle Italia-Diquigiovanni | Colòmbia        | 152     |
| 10.  | Aisan Racing Team          | Japó            | 149     |

### Classificació per països
| Pos. | País                | Punts   |
| ---- | ------------------- | ------- |
| 1.   | Iran                | 1730,06 |
| 2.   | Japó                | 849     |
| 3.   | Kazakhstan          | 770     |
| 4.   | Uzbekistan          | 433     |
| 5.   | Hong Kong           | 288     |
| 6.   | Corea del Sud       | 261     |
| 7.   | Mongòlia            | 243     |
| 8.   | Síria               | 198,64  |
| 9.   | R.P. de la Xina     | 123     |
| 10.  | Emirats Àrabs Units | 106     |